# Elecciones presidenciales de Estados Unidos de 2020 en Wisconsin
Las elecciones presidenciales de los Estados Unidos de 2020 en Wisconsin se celebraron el martes 3 de noviembre de 2020, como parte de las elecciones presidenciales de los Estados Unidos de 2020, en las que participaron los 50 estados más el Distrito de Columbia. Los votantes de Wisconsin eligieron a los electores para que los representaran en el Colegio Electoral a través del voto popular, enfrentando al candidato del Partido Republicano el presidente Donald Trump y al vicepresidente Mike Pence, contra el candidato del Partido Demócrata el exvicepresidente Joe Biden y a su compañera de fórmula la senadora de California Kamala Harris, Wisconsin tenía 10 votos electorales en el Colegio Electoral.
La Convención Nacional Demócrata de 2020 estaba programada para celebrarse en el Fiserv Forum en Milwaukee, pero se trasladó al cercano Wisconsin Center debido a la pandemia de COVID-19.
Las encuestas de Wisconsin en el período previo al día de las elecciones mostraron una clara ventaja de Biden con un promedio de un solo dígito alto. Antes del día de las elecciones, la mayoría de las organizaciones de noticias consideraron que el estado se inclinaba hacia Biden. Wisconsin fue finalmente ganado por Biden por un estrecho margen del 0.63% sobre Trump, un margen mucho más cercano de lo esperado y el margen más cercano desde 2004. Trump había ganado el estado en 2016 por un 0.77% contra Hillary Clinton; sin embargo, Biden llevó el estado con un margen ligeramente mayor que Al Gore o John Kerry en 2000 o 2004, respectivamente. Una vez más Trump superó masivamente su promedio electoral, que hizo que Biden subiera 8.4 puntos en el estado, pero no lo suficiente como para ganar el estado. Trump se mantuvo firme en los condados del norte de Wisconsin y en los condados de WOW.
Biden ganó la mayor cuota de votos para un demócrata en el condado de Waukesha con un 38.8%, desde Jimmy Carter en 1976. Trump llevó el condado de Brown, que es republicano pero competitivo, aunque Biden ganó la ciudad de Green Bay y mejoró el margen de Clinton en el condado en general en unos 3.7 puntos. Biden recuperó el condado de Sauk, un condado en la región sin deriva del suroeste de Wisconsin; Biden también cambió el condado de Door, que ha votado por el candidato ganador en cada elección desde 1980, excepto en 1992.

## Resultados
| Partido             | Partido             | Candidato           | Votos     | %     |
| ------------------- | ------------------- | ------------------- | --------- | ----- |
|                     | Demócrata           | Joe Biden           | 1,630,866 | 49.45 |
|                     | Republicano         | Donald Trump        | 1,610,184 | 48.82 |
|                     | Libertario          | Jo Jorgensen        | 38,491    | 1.17  |
| Otros o por escrito | Otros o por escrito | Otros o por escrito | 18,495    | 0.56  |
|                     |                     |                     |           |       |
| Total               | Total               | Total               | 3,298,041 | 100   |
| Participación       | Participación       | Participación       | 3,298,041 | 72.70 |
| Registrados         | Registrados         | Registrados         | 4,536,417 |       |
|                     |                     |                     |           |       |
| Fuente:             |                     |                     |           |       |